# Liceo Tommaso Gulli
 (mai 2021).
Le Liceo statale Tommaso Gulli (ou plus communément Liceo Gulli ou Gullì) est une école secondaire italienne située à Reggio de Calabre, en Italie. Elle propose des études linguistiques, humanistes, sociales et musicales, principalement connue pour être l'une des meilleures écoles pour la qualité de l'enseignement.

## Historie
Fondée en 1908 dans un important bâtiment Art nouveau, l'école était à l'origine une école privée réservée aux filles, avec des cours de médecine, de sciences humaines, de philosophie, de latin et de grec. En 1923, il a été baptisé du nom de Tommaso Gulli. En 2020, il a ouvert la nouvelle adresse musicale, à laquelle on ne peut accéder que par le biais de diverses auditions.

## Programmes
Elle compte 580 étudiants étudiants sur le campus principal et 720 étudiants autres sur l'autre campus, dont 370 étudient les sciences humaines, 500 le cours de langues, 300 étudiants l'économie sociale et 135 étudiants le cours de musique. Le lycée Tommaso Gulli est célèbre pour le système d'enseignement secondaire adopté.